# Hell's Kitchen (Manhattan)
Hell's Kitchen, también conocido como Clinton, es un barrio de Manhattan, Nueva York, Estados Unidos. Está delimitado por las calles 34 y 59 al sur y al norte, respectivamente; y el río Hudson y la Octava Avenida, al oeste y al este. En español se le suele mencionar como la Cocina del Infierno.
Hasta los años 70, Hell's Kitchen fue un bastión de estadounidenses-irlandeses pobres y de clase trabajadora. A pesar de su mala reputación, los precios de los inmuebles se mantenían debajo del promedio de otras áreas de Manhattan, pero para 1969, la Comisión de Planeamiento Urbano (Plan for New York City) reportó que presiones de desarrollo relacionadas con su ubicación cerca al Midtown estaban alejando a la gente de pocos recursos de esta área.
Desde inicios de los años 80, el área se ha gentrificado y los alquileres han subido rápidamente. Al ser sede de la escuela de preparación de artistas Actors Studio y cercano al circuito de Broadway, Hell's Kitchen ha sido por mucho tiempo hogar de artistas. Hoy el área tiene una gran población LGBTQ y aloja a muchos bares y negocios LGBTQ.
Hell's Kitchen es parte del Distrito Comunal 4 de Manhattan. Es patrullada por los precintos 10.º y Midtown North de la New York City Police Department. El área provee transporte, servicios médicos e infraestructura de almacenamiento al distrito de negocios de Manhattan. También es conocido por su gran composición multiétnica y sus restaurantes, bodegas y delicatessen pequeños y de precios asequibles, bares y vida nocturna.

## Límites

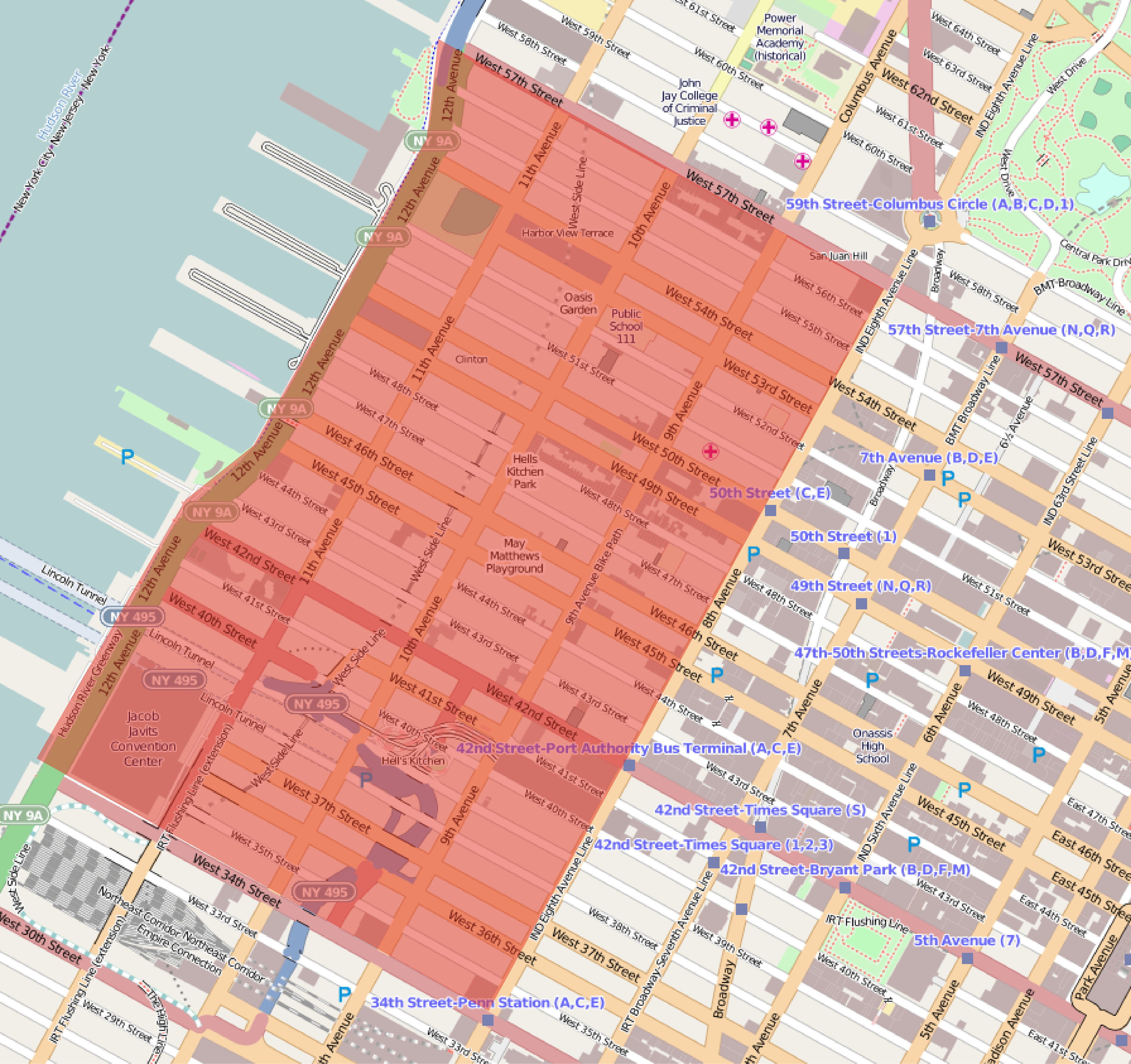
Mapa general del área de Hell's Kitchen, incluyendo la parte norte de Hudson Yards al sur pero excluyendo el área de transición de Columbus Circle al norte

El nombre "Hell's Kitchen" generalmente se refiere al área entre la calle 34 al sur y la calle 59 al norte. Desde el cruce de la Octava Avenida y la calle 43, la zonificación generalmente limita los edificios a seis pisos. Como resultado, muchos de los edificios son de apartamentos, antiguos y carecen de ascensores. En su mayor parte, el barrio se corresponde con los códigos ZIP 10019 y 10036. La oficina postal para el código 10019 se llama Radio City Station que fue el nombre original para el Rockefeller Center en la Sexta Avenida.
El vecindario se yuxtapone con Times Square y el Theater District al este de la Octava Avenida. A su límite sureste se yuxtapone con el Garment District también en la Octava Avenida. Dos Monumentos Históricos se ubican acá, el New Yorker Hotel en el 481 de la Octava Avenida y el edificio Manhattan Center en la esquina noroeste de la calle 34 y la Octava Avenida. Incluido en el área de transición en la Octava Avenida se ubica el Port Authority Bus Terminal en la calle 42, la estación de bomberos Pride of Midtown (Orgullo del Midtown) del que una cuadrilla entera de 15 bomberos murieron en los atentados del World Trade Center, varios teatros incluyendo el Studio 54, el stand original del Soup Nazi de la serie Seinfeld y la Hearst Tower.
El límite norte de Hell's Kitchen coincide con el límite sur del Upper West Side, a pesar de que la sección oeste de la Novena Avenida y al sur de la calle 57 también es parte del barrio Columbus Circle. La calle 57 fue tradicionalmente el límite entre el Upper West Side y Hell's Kitchen. Otra versión señala que el límite norte del barrio es la calle 59 donde los nombres de las avenidas que van de norte a sur cambian. Entre las calles 57 y 59 se encuentran el Time Warner Center en Columbus Circle; el Hudson Hotel; el Mount Sinai West donde John Lennon murió en 1980; y el John Jay College.
Más allá del límite sur se encuentra Chelsea. El vecindario de Hudson Yards se yuxtapone con Hell's Kitchen, y esas áreas usualmente son denominadas de forma conjunta como "West Midtown", dada su proximidad al distrito de negocios del Midtown Manhattan. La línea divisoria tradicional con el barrio de Chelsea fue la calle 34. El área entre la línea ferroviaria de Pennsilvania Station y el West Side Yard y la calle 42, y al este del Jacob K. Javits Convention Center, también es conocido como Hell's Kitchen South.
El límite oeste del barrio es el río Hudson, el Hudson River Park y West Side Highway.

## Origen del nombre
Originalmente la expresión "Hell's Kitchen" se refería a un barrio marginal del sur de Londres. El término en referencia apareció en Nueva York el 22 de septiembre de 1881 cuando un reportero del New York Times fue a la delegación policial a obtener detalles de un asesinato múltiple. Él se refirió a un edificio en particular ubicado en la calle 39 y la Décima Avenida como "Hell's Kitchen" ('la cocina del infierno') y señaló que toda esa zona era, probablemente, la más baja y sucia de la ciudad. Tras este artículo, la sección de la calle 39 que está entre las avenidas Novena y Décima fue denominada de esa manera extendiéndose el nombre a toda el área circundante.
Otra versión atribuye el origen del nombre a un restaurante alemán que existía en la zona, y cuyo nombre era Heil's Kitchen. Pero la versión más común es la historia de Dutch Fred The Cop, un policía veterano que trabajaba con su compañero novato. Ambos estaban observando una pequeña revuelta en la calle 39 cerca de la Décima avenida. La historia señala que el novato debió decir: "This place is hell" (Este lugar es el infierno), a lo cual el veterano replicó: "Hell is a warm site, This is Hell's Kitchen" (El infierno es un sitio cálido, esto es la cocina del infierno).

## En la actualidad
En Hell's Kitchen han crecido actores como Timothée Chalamet, Robert De Niro, Sylvester Stallone, la cantante Alicia Keys y el autor de cómics Frank Miller. En los últimos años, el barrio ha dejado de ser marginal, debido a ello el nombre Clinton ha ganado popularidad. Sin embargo, a lo largo de toda la 9.ª Avenida con la calle 40.ª hasta la 32.ª se encuentra un núcleo de viviendas abandonadas.

## En la cultura popular
Es el vecindario donde vive Matt Murdock (Daredevil) y Jessica Jones del universo Marvel.
Tiene un especial protagonismo en Born Again, el arco argumental del cómic de Daredevil editado en 1986; escrito por Frank Miller y dibujado por David Mazzucchelli. La historia se desarrolla en los números Daredevil #227-#233 y narra la caída y resurgimiento del personaje.
En la novela El manantial de Ayn Rand y en su versión cinematográfica homónima es el vecindario de origen del coprotagonista Gail Wynand.
En la novela Los siete maridos de Evelyn Hugo de la escritora Taylor Jenkins Reid, la protagonista es procedente de ese barrio y parte de la trama se desarrolla ahí.
En El Padrino, de Mario Puzo, es el lugar al que llegó a vivir Vito Corleone desde Sicilia.
En la película de 1996 Chicos de la calle es el barrio donde viven sus protagonistas y en el cual se desarrolla parte de la historia.
La novela de Lorenzo Carcaterra Sleepers también está ambientada en dicho barrio.
También aparece en el videojuego Max Payne, el cual buscaba una ambientación policial oscura clásica; a la par de la historia del policía que busca venganza está la pelea entre las mafias italiana y rusa por quedarse con el lugar.
La banda estadounidense Dream Theater compuso un tema homónimo en honor a dicho barrio; el tema está en su disco de 1997 Falling Into Infinity.
En la película "Daddio" (2023) el conductor de Taxi interpretado por Sean Penn afirma ser oriundo de este vecindario.